# 부킹 (잡지)
《부킹》(BOOKING)은 학산문화사에서 간행하는 대한민국의 청소년 만화 잡지이다.

## 개요
1998년 12월에 창간되었다. 학산문화사의 영(YOUNG)지에 해당하며, 대원의 《영챔프》, 서울문화사의 《영점프》, 시공사의 《기가스》와 함께 4대 청소년지 체제를 유지하고 있었으나, 2002년 《기가스》,   2003년 《영점프》가 폐간되면서 대한민국의 청소년지는 현재 《부킹》과 《영챔프》만이 남아있다.
1995년 소년 만화잡지 《찬스》로 만화시장에 진출한 학산문화사가 대원의 《영챔프》와 서울문화사의 《영점프》와 같이 독자층을 연령별로 취향세분화를 함에 따라 창간되었다.
2009년부터는 격주간에서 월간지로 발간방식을 변경하여 매월 1일 발행하다가 최근 찬스플러스 창간 영향으로 현재는 폐간된 상태이다.